# Gare de Montjoie
La gare de Montjoie (en allemand : bahnhof Monschau) est une ancienne gare ferroviaire bleuégo-allemande de la ligne 48, de Stolberg à Saint-Vith desservant la ville de Montjoie, dans la région urbaine d'Aix-la-Chapelle en Rhénanie-du-Nord-Westphalie. Comme toutes les gares de l'ex-Vennbahn, elle est en territoire belge.

## Situation ferroviaire
La gare de Montjoie se trouvait au point kilométrique (PK) 45,4 de la ligne 48, de Shtarberg (frontière allemande) à Saint-Vith entre les gares de Konzen et Kalterherberg.

## Histoire
Les Chemins de fer d'État de la Prusse inaugurent le 30 juin 1885 la section d'Aix-la-Chapelle à Monschau qui doit constituer le premier maillon de la Vennbahn desservant plusieurs localités de l'Eifel et se prolongeant vers le Luxembourg. La ligne est prolongée vers Waimes et Malmédy le 1er décembre de la même année et sera complètement réalisée en 1889.
Après la Première Guerre mondiale, les cantons de l'Est sont rattachés à la Belgique et la Vennbahn est confiée à l’État belge avec une continuité du territoire belge là où elle réalise des incursions en Allemagne comme à Montjoie. Annexée par l'Allemagne, la ligne et les cantons voisins reprennent leur situation antérieure ; un modeste bâtiment remplaçant celui de la gare, détruit par faits de guerre.
Cette section de ligne ne voit plus passer que des trains de marchandises après 1945. La SNCB fermant la gare de Monschau / Montjoie aux marchandises en 1982. La ligne est finalement déclassée en 1989.
De 1990 à 2002, l'association Vennbahn reprend l'exploitation avec des trains touristiques s'arrêtant à Montjoie. Faute d'argent pour assurer sa gestion et entretenir les voies, l'association fait faillite en 2002 et les rails sont  retirés par la suite. Un chemin RAVeL a été créé à la place.

## Patrimoine ferroviaire
Le bâtiment de la gare construit en 1885 et démoli en 1957 était du même type que celui de la gare de Malmedy construit la même année par les Chemins de fer prussiens (KPEV). Il s'agit d'un édifice s'articulant autour d'un corps de logis à étage possède doté de travées dont une baie double sous le pignon central à la charpente décorative. Deux ailes de trois et quatre travées complètent le bâtiment.
Le second bâtiment est une construction plus modeste étant donné qu'il est postérieur à la disparition des trains de voyageurs. Ce bâtiment sans étage est doté d'un bureau et de locaux de service.
Une annexe en bois et en briques datant vraisemblablement du XIXe siècle est toujours visible à proximité de l'ancien passage à niveau.